# 新北投線 (台湾鉄路管理局)
新北投線（しんほくとうせん）は、北投-新北投を結んでいた鉄道路線。日本統治時代に開発された北投温泉に負傷兵を療養のために輸送する必要から、1916年に建設された鉄道である。その後は台湾を代表する温泉地への交通手段として発達した。国民党政府が公娼禁止政策を実施すると、観光路線から一般旅客路線としても利用されるようになり、観光客以外に通勤客を輸送する等負担が大きくなった。台北捷運淡水線・新北投支線の工事に伴い、1988年に淡水線とともに廃線となった。

## 歴史
- 1901年4月1日 - 開業。
- 1988年7月15日 - 廃止。

## 駅一覧
| 駅名     | 駅番号 | 駅間 キロ | 累計 営業 キロ | 等級 | 接続路線・備考 | 所在地 | 所在地 |
| -------- | ------ | --------- | -------------- | ---- | -------------- | ------ | ------ |
| 北投駅   |        | 0.0       | 0.0            | 廃止 | 淡水線分岐駅   | 台北市 | 北投区 |
| 新北投駅 |        | 1.2       | 1.2            | 廃止 |                | 台北市 | 北投区 |